# Menasalbas
Menasalbas è un comune spagnolo di 2 814 abitanti situato nella comunità autonoma di Castiglia-La Mancia.